# 1054
Високе Середньовіччя •  Золота доба ісламу •  Реконкіста •  Київська Русь

## Геополітична ситуація
Візантію очолює Костянтин IX Мономах. Генріх III править Священною Римською імперією, а Генріх I є королем Західного Франкського королівства.
Апеннінський півострів розділений між численними державами: північ належить Священній Римській імперії, середню частину займає Папська область, на південь від Римської області лежать невеликі незалежні герцогства, південна частина півострова належить частково Візантії, а частково окупована норманами. Південь Піренейського півострова займають численні емірати, що утворилися після розпаду Кордовського халіфату. Північну частину півострова займають християнські Кастилія, Леон (Астурія, Галісія), Наварра, Арагон та Барселона. Едвард Сповідник править Англією, Гаральд III Суворий є королем Норвегії, а Свейн II Данський — Данії.
У Київській Русі почалося княжіння Ізяслава Ярославича. Королем Польщі є Казимир I Відновитель. У Хорватії править Степан I. На чолі королівства Угорщина стоїть Андраш I.
Аббасидський халіфат очолює аль-Каїм, в Єгипті владу утримують Фатіміди, в Магрибі — Зіріди, почалося піднесення Альморавідів, в Середній Азії правлять Караханіди, Хорасан окупували сельджуки, а Газневіди захопили частину Індії. У Китаї продовжується правління династії Сун. Значними державами Індії є Пала, Чола. В Японії триває період Хей'ан.

## Події
- Зі смертю Ярослава Мудрого розпочалося дроблення Київської Русі на уділи. У Києві батька змінив Ізяслав Ярославович, поділивши владу з братами, які отримали окремі уділи. Святослав Ярославич почав княжити в Чернігові, Всеволод Ярославич — у Переяславі, Вячеслав Ярославич — у Смоленську. Спільне правління трьох братів Ізяслава, Святослава та Всеволода називають триумвіратом Ярославичів.
- Відбулася Велика схизма — розкол християнської церкви на церкву східного обряду (православ'я) і церкву західного обряду (католицизм). Постанова константинопольського патріарха Михайла Кіруларія про закриття в межах імперії храмів західного обряду, викликала невдоволення в Римі, і папа Лев IX послав до Константинополя делегацію на чолі з легатом Гумбертом. Порозуміння досягнути не вдалося, і Гумберт від імені папи римського відлучив Михайла Кіруларія від церкви, на що константинопольський патріарх відповів відлученням папи римського та його легата.
- Помер папа римський Лев IX. Це відбулося 19 квітня, ще до відлучення від церкви константинопольського патріарха, що закладає сумніви в його легітимності.
- Герцог Нортумбрії Сівард окупував Шотландію, щоб допомогти Малкольму III в боротьбі проти Макбета, який узурпував владу, що належала батькові Малкольма — королю Дункану І.
- Альморавіди захопили торговий шлях золота в Гані.
- За даними китайських та арабських астрономів 4 липня почалось спостереження наднової, що спалахнула в сузір'ї Тельця. Упродовж 23 днів її можна було спостерігати навіть удень (упродовж року — вночі) — вона була в шість разів яскравіша за Венеру, і лише Сонце та Місяць могли затьмарити її. Після вибуху наднова перетворилась в Крабоподібну туманність, у центрі якої знаходиться зірка-пульсар, відстань котрої до Землі становить 6 тисяч світлових років.
- Оборона Манцикерта.
- Битва при Атапуерці між арміями Фердинанда I Кастильського і Гарсії III Наварського.
- Битва при Мортемері між арміями нормандського герцога Вільгельма II і французького короля Генріха I.

## Померли
- Ярослав Мудрий (близько 978-1054), державний діяч Київської Русі (великий князь київський).
- Лев IX, папа римський.